# Történeti nyelvészet
A történeti nyelvészet vagy diakrón/diakronikus nyelvészet a nyelvtudomány egyik ága, illetve aspektusa, amely a nyelv változásait kutatja és elemzi. Tárgya lehet:
- az egyes nyelvek változásának megfigyelése és leírása;
- az egyes nyelvközösségek történetének leírása;
- az egyes nyelvek őstörténetének és rokonsági viszonyainak feltérképezése, a nyelvcsaládok körülhatárolása (összehasonlító nyelvészet);
- a nyelvfejlődés általános törvényeinek és okainak vizsgálata.

## Története
A modern történeti nyelvészet a 18. század végén alakult ki mint a régmúlt korok szövegeinek elemzésével foglalkozó filológia egyik diszciplínája. A tudományág első képviselői jellemzően összehasonlító nyelvészettel, ősnyelvek rekonstrukciójával és nyelvcsaládok definiálásával foglalkoztak, elsősorban a több ezer éves írásbeli kultúrával rendelkező indoeurópai nyelvek kapcsán. Az azóta eltelt időben jelentős történeti nyelvészeti eredmények születtek az uráli, az ausztronéz nyelvcsalád, valamint az amerikai indián nyelvek összehasonlító vizsgálata során. Mára az összehasonlító módszer csak egy részét képezi a tágabb diszciplínaként megfogalmazott diakronikus nyelvészetnek, s előtérbe került az egyes nyelvek, különösen a szociokulturálisan meghatározott standard nyelvi formák kialakulásának és fejlődésének vizsgálata.

## Elmélete
A tudományág kibontakozásának hajnalán a nyelvészek történeti érdeklődéssel fordultak a modern nyelvek felé is, s az élő nyelvjelenségek vizsgálatakor is érvényesítették a diakronitás elvét. Ferdinand de Saussure (1857–1913) svájci nyelvész máig ható elmélete hozott paradigmaváltást a történeti nyelvészetbe. Eszerint egymástól céljában és vizsgálati módszerében is megkülönböztetendő a történeti (diakronikus) és a leíró (szinkrón) nyelvészet. A strukturalista saussure-i elv alapján az elsőbbség a leíró nyelvészetet illeti meg, és a történeti nyelvészet sem határozható meg másként, mint az egymást követő korok és nyelvállapotok szinkrón vizsgálatainak láncolata.
Korunk nyelvészei pontosabban fogalmaznak, amikor azt állítják, hogy a gramofon feltalálása előtt nem volt lehetséges egy adott nyelvközösség nyelvállapotának adekvát leírása. A korábbi elemzések alapjául szolgáló írott források nem, vagy csak lassan követik az élő, beszélt nyelv dinamikus változásait. A társadalmi rétegződés és nyelvhasználat viszonyait kutató szociolingvisztika azóta arra is rámutatott, hogy a közösségi nyelvhasználatnak nem létezik egy adott pillanatban kimerevíthető egységes képe, s a nyelvi viselkedésformák életkori, generációs stb. alapon is jelentősen különbözhetnek. Ugyanakkor két időben egymástól távoli nyelvállapot vizsgálatakor az időközben lezajlott változások megragadása is problematikus, amennyiben nem ismerjük az időközbeni nyelvfejlődés egyes szakaszait. Voltaképpen tehát a saussure-i képlet megfordul: egy nyelvállapot szinkrón, egyidejű állapota egyetlen láncszem a nyelvfejlődés folyamatában.
Egyes történeti nyelvészeti kutatások homlokterében a nyelv biológiai eredetének kutatása áll, amit a nyelvésztársadalom nagyobbik része nehezen és csak érintőlegesen megválaszolhatónak tart pusztán összehasonlító nyelvészeti kutatások alapján. Ismét mások az egyes nyelvek összevetését a szókincs alapján végzik el, de a pusztán a lexikális tényezőkre fókuszáló vizsgálatok értelemszerűen nem lehetnek mérvadóak a nyelv egésze szempontjából.
A történeti nyelvészet nemzetközi folyóirata az 1988 óta Göttingenben megjelenő Historische Sprachforschung.

## A leírás módszere
A történeti nyelvtanok túllépnek ezen a módszertani problémán, és úgy tesznek, mintha valóban hitelesen le tudnának írni egy nyelvállapotot (Franz Bopp, a neves történeti nyelvész mesét is írt a rekonstruált ős-indoeurópai nyelven). A leírás módját tekintve pedig ugyanazt a hagyományos (görög-latin alapú) európai nyelvészeti mintát követik, mint a deskriptív nyelvtanok általában. Felosztják a nyelvet hangtanra, nyelvtanra (alaktanra, ill. mondattanra) és jelentéstanra, majd lépésről lépésre, taxonomikusan minden (nyelvemlékekben szereplő) nyelvi jelenségre magyarázatot adnak (mostanában felbukkannak olyan újabb diszciplínák is, mint a történeti szociolingvisztika és pragmatika, amelyek a nyelvhasználatra fektetik a hangsúlyt, noha ez a terület még az élő nyelvben sem egykönnyen feltárható). Ha tehát előveszünk egy akármilyen történeti nyelvtant, legyen az angol, francia vagy más, jól adatolt nyelvé, nagyjából ugyanazt fogjuk találni. (No persze újabb nyelvészeti paradigmák is begyűrűzhetnek, a generatív iskola például alapvetően más eszközöket és terminológiát használ, mint a fentebb említett hagyományos nyelvészet, igaz, nem is igen műveli a történeti nyelvészetet.)
Miben különbözhetnek mégis ezek a történeti nyelvtanok egymástól? Az adott nyelv szerkezete, típusa végül is valamennyire megszabja, hogy milyen legyen leíró nyelvtanának a szerkezete. Egy izoláló típusú nyelvben, mint például kínai, nyilván rövidebb lesz az alaktani fejezet (ha lesz egyáltalán), megnő viszont a terjedelme a szórendiséggel, a szintaxissal, az intonációval foglalkozó fejezeteknek. Az erősen flektáló jellegű ógörögnek ezzel szemben rendkívül gazdag az alaktani változatossága, ezért a görög nyelvtanok javarészt alaktanból állnak, s a mondattan csak viszonylag csekély súllyal esik a latba. A szintén erős flektáló jellegel is bíró latinban pedig a mondattan a legterjedelmesebb s a legbonyolultabb. Úgy látszik, mintha egyszerű volna a dolog: magunk elé vesszük valamely nyelv szinkrón leíró nyelvtanát, és az abban szereplő összes jelenségre történeti magyarázatot adunk. Így kerül összhangba a diakrón és a szinkrón nyelvleírás. De van egy bökkenő. A nyelv korábbi állapotaiból gyakran olyan nyelvi jelenségek kerülnek elő, amelyeknek a későbbi nyelvben nincsen folytatásuk, így a leíró szinkrón leíró nyelvtanban nem szerepelhetnek. Például a mai angolban jóformán nincs sem ige- sem névszóragozás. Valószínű ezért, hogy a morfológiai fejezetek viszonylag szegényesek lesznek. Az angol nyelv őse azonban, az ősindoeurópai, vagy az ebből származó ősgermán, de még az óangol is bővelkedett inflekciós paradigmákban; az angol történeti nyelvtan tehát igenis terjedelmes alaktani fejezettel kell, hogy rendelkezzen (W.F. Bolton A Living Language: The History and Structure of English c. könyvének már a bevezetőjében leszögezi, hogy csakis azokat az óangol nyelvi jegyeket tárgyalja, amelyeknek a mai angolban folytatásuk van, s így például az óangol melléknévragozást hanyagolni fogja, mivel az nyom nélkül eltűnt a nyelvből). A nyelvtipológia tanúsága szerint a nyelvtípus (agglutináló, flektáló stb.) azon túl, hogy nem egyértelmű, nem is állandó, folytonos átalakulásban van. Megeshet ezért, hogy egy nyelv történeti nyelvtana egész másfajta nyelvet ír le, mint ugyanazon nyelv szinkrón nyelvtana.
Kétféle történeti nyelvtan van tehát előttünk: egy, amely a szinkrón nyelvtannak ad diakrón dimenziót, és egy, amelyik éppen csak köszönőviszonyban van a szinkrón nyelvtannal, és valaha volt nyelvi jelenségeket próbál megmagyarázni. Egy teljességre törekvő történeti nyelvtannak azonban mind a kétféle feladatnak meg kellene felelnie. Ebben az esetben a mű egy vaskos kötetekből álló kézikönyv formáját ölti fel. A nyelvtörténeti tankönyvek viszont – már csak terjedelmi okokból is – általában megelégszenek azzal, ha a reflexek nélkül kimúlt nyelvi jelenségekről egy-két szóban, szinte csak felsorolásszerűen emlékeznek meg. Így jár el a Bárczi–Benkő–Berrár-féle Magyar nyelvtörténet is: az összetett igeidőknek például (amelyek csaknem nyomtalanul, azaz reflextelenül kihaltak a nyelvből) összesen egy oldalt áldoz.

### Mayvald–Vayer–Mészáros: Görög nyelvtan
Az első típusú nyelvtanok közé tartozik például Mayvald–Vayer–Mészáros Görög nyelvtana. Olyan, mint egy ősmagyar nyelvtan lenne, ha az ősmagyarnak is annyi szövegemléke és grammatikai irodalma maradt volna fenn, mint az ógörög nyelvállapotoknak. Első kiadása 1887-ben jelent meg, ezt Mayvald József írta egy korabeli német nyelvtani munka alapján. 1918-ban Vayer Lajos kiegészítette, s mai formáját 1939-ben Mészáros Ede adta meg. Az ógörög nyelv megnevezés egy kb. 1000 éves korszak azon belül is változó nyelvállapotát jelöl, beletartozik Homérosz nyelve csakúgy, mint Plutarkhoszé, noha egy évezred van közöttük. Ma a gimnazisták és egyetemisták a történetével együtt tanulják az ógörögöt, ami egyfelől a tankönyv alapjában véve újgrammatikus felfogásának köszönhető, másfelől pedig valóban könnyebb megérteni például az ablaut jelenségét, ha ismerjük az okát. A tanulók a szigma tövű főnevek ragozásánál rögtön történetileg elemzik a paradigmát: a tő szigmája (azaz /s/-e) ragok előtt (pontosabban magánhangzók között) kiesik, a két magánhangzó pedig összevonódik. Így például a genosz ’nemzetség, nem’, melynek a töve genesz- birtokos esetben: genesz-osz > gene-osz > genusz mivel e + o = u az összevonás szabályai szerint. Vagy a k-tövű igéknél az igetőhöz járuló tőképző félhangzó j (amely, mivel már régen kiveszett a hang, az adatolt görögben nem létezik, az ábécében nem jelöli betű) hatására kj > tt (phülak- + j + ó > phülattó (ión phülasszó). Ez olyan, mintha a magyar nyelvtant tanuló gimnazisták a bokor ~ bokr- váltakozásnál nyomban a Horger-törvényt (két nyílt szótagos tendenciát) is tanulnák, vagy a mező ~ mezeje váltakozásnál rögtön megtanulnák, hogy ezt egy olyan hang, a γ okozta (ill. ennek felszívódása), melyet igazán ki sem tudnak ejteni. Mayvald munkájával nagyjából egy időben, 1895-ben jelent meg Simonyi Zsigmond Tüzetes magyar nyelvtan történeti alapon c. munkája, amelynek (újgrammatikus) koncepciója közeli rokonságot mutat a Mayvald-féle görög nyelvtannal.

## Külső hivatkozások
- A nyelvészeknek sincs időgépük (Fejes László cikke a Nyest.hu-n, 2011. augusztus 31.)